# Meramec (rivière)
Pour les articles homonymes, voir Meramec.
Pour la ville de l’Oklahoma, voir Maramec.
Le Meramec (ou Maramec) est une rivière de l'État du Missouri au centre des États-Unis et un affluent du Mississippi.

## Géographie
Il est long de 350 kilomètres, soit l’une des plus longues voies navigables à courant libre de l’État américain du Missouri. Le bassin versant couvre six comtés et draine 10 300 km2. Entre la source de la rivière au sud-est de Salem et sa confluence avec le Mississippi à Arnold et Oakville, il parcourt un dénivelé de 312 mètres.

## Histoire
Le premier explorateur européen à explorer la région fut le prêtre jésuite français Jacques Gravier, qui a parcouru la rivière en 1699 et 1700.
Le Congrès des États-Unis a autorisé plusieurs grands barrages dans les bassins supérieurs du Mississippi et du Meramec en 1938 à la suite de graves inondations en 1927 et 1937. La Seconde Guerre mondiale est intervenue et les plans ont été retardés et modifiés, mais le projet du bassin de Meramec a finalement commencé dans les années 1960. Le barrage principal devait être à Sullivan, Missouri, au parc d’État de Meramec, avec plusieurs barrages supplémentaires en amont. Ces plans se sont heurtés à l’opposition du mouvement environnemental croissant des années 1960 et 1970, ainsi que des utilisateurs récréatifs du Meramec à flux libre.
L’opposition populaire a forcé les politiciens initialement en faveur du projet à reconsidérer leur position. À la demande des sénateurs Jack Danforth et Tom Eagleton, le gouverneur du Missouri, Kit Bond, a autorisé la tenue d’un référendum non contraignant dans douze comtés environnants. Le 8 août 1978, 64% des électeurs ont rejeté le projet de barrage. Le référendum n’avait aucun poids juridique, mais a amené le Congrès à reconsidérer sa décision. Sous la présidence de Jimmy Carter, le financement a été retiré du projet. En 1981, le président Ronald Reagan a signé le projet de loi supprimant l’autorisation du projet.

## Étymologie
Les Algonquins  appelaient ce cours d'eau de différentes façons : Mearamigoua, Maramig, Mirameg, Meramecsipy, Merramec, Merrimac, Maramec, Mearmeig et Maramecquisipi. En langue amérindienne, ces variantes désignent une rivière laide ou des poissons laids.

## Aménagements
Dès le XIXe siècle, la rivière devient une importante voie de navigation industrielle pour le transport du plomb, du fer, du bois et pour l'extraction du sable et du gravier. Des bateaux à vapeur et chalands descendent le cours vers l'aval en direction des nouveaux centres industriels de la vallée du Mississippi. La rivière est aussi le site de nombreux services touristiques pour des excursions en canoës.
De nombreux sentiers de randonnées sillonnent le long de la rivière. Les randonneurs peuvent y observer, entre autres, canards, hérons, castors, et marmottes.

## Affluents
Le principal affluent de la rivière Meramec est la rivière Bourbeuse. Il y a aussi la Kelly Branch et le Hamilton Creek.

### Source
- (en) Cet article est partiellement ou en totalité issu de l’article de Wikipédia en anglais intitulé « Meramec River » (voir la liste des auteurs).